# Ramón Escovar Salom
Ramón Escovar Salom (Barquisimeto, Lara, Venezuela, 23 de julio de 1926 - Caracas, Venezuela, 9 de septiembre de 2008) fue un político venezolano, quien se desempeñó como ministro de los presidentes Raúl Leoni, Carlos Andrés Pérez y Rafael Caldera, además de haber sido fiscal general de la república.
Es mayormente recordado por su período como fiscal general de la República al iniciar el juicio en contra del entonces presidente Carlos Andrés Pérez.

## Biografía

### Formación académica
En 1949 se graduó en Derecho y se doctoró en Ciencias Políticas en la Universidad Central de Venezuela, en Caracas. Ejerció de profesor titular de dicha universidad; como investigador de la estadounidense Universidad de Harvard, (1979-1981); y como profesor visitante de la Universidad de Cambridge, (Inglaterra, 1982-1983). 

### Ministro de la secretaría de la Presidencia, Justicia y cancillería

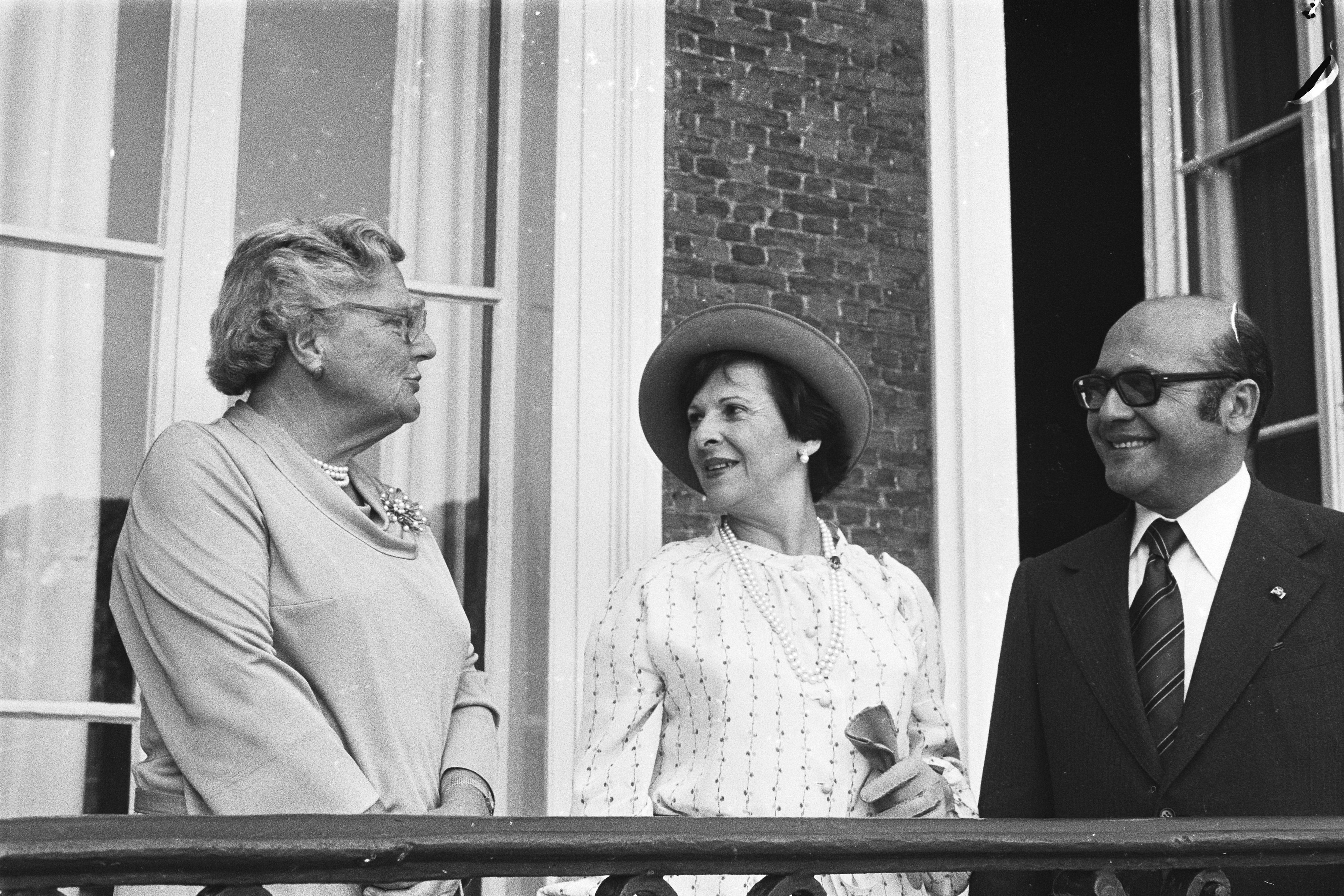
Salón Escobar es recibido por la Reina Juliana en el Palacio Huis ten Bosch.

Entró en la vida política como militante del partido socialdemócrata Acción Democrática, llegó a ser diputado y senador en varias legislaturas, Ministro de la Secretaría de la Presidencia de la República, (1974-1975). Ministro de Justicia, (1964-1966) y Ministro de Relaciones Exteriores, (1975-1977). 

### Embajador en Francia
En el campo diplomático fue Embajador de Venezuela ante el Gobierno de Francia, (1986-1989) y representante Permanente de Venezuela ante las Naciones Unidas. 

### Fiscal General de la República
En 1989 fue elegido fiscal general de la República. Fue el encargado de emitir el procesamiento judicial al presidente de la República Carlos Andrés Pérez en 1993 que resultó en la separación del cargo por sentencia de la Corte Suprema de Justicia. 

#### Fiscal-Jefe en La Haya
Entre 1993 y 1994, fue designado por el Consejo de Seguridad de las Naciones Unidas Fiscal-Jefe del Tribunal Penal Internacional para la ex Yugoslavia en La Haya (Países Bajos). 

### Ministro de Relaciones Interiores
Ocupó de nuevo una cartera ministerial como Ministro de Relaciones Interiores, (1994-1996) en el segundo gobierno de Rafael Caldera. 

### Muerte
Falleció en Caracas el 9 de septiembre de 2008, a causa de cáncer. 

## Obras

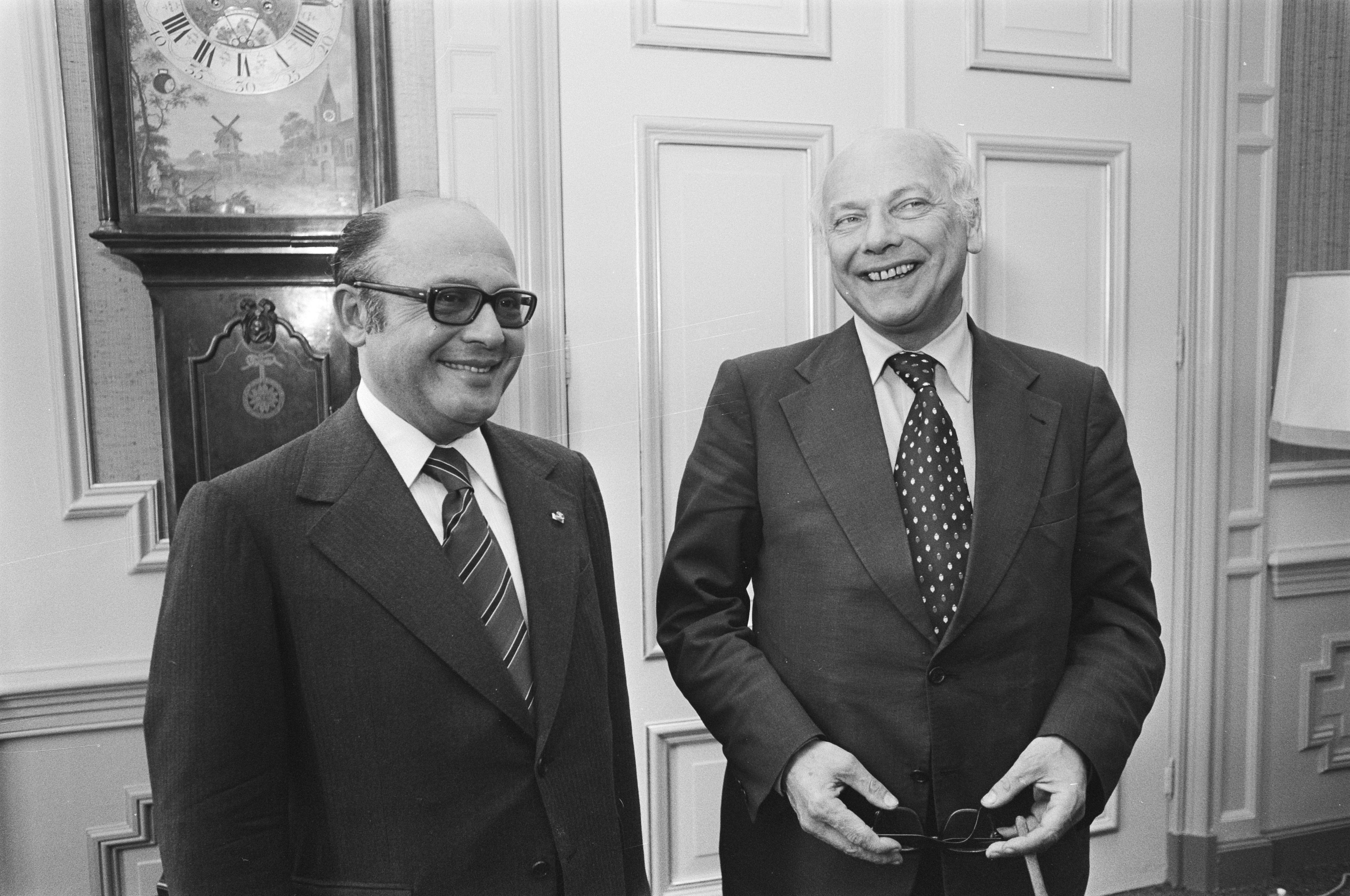
Escovar Salom junto a Den Uyl.

Escovar generó una gran cantidad de publicaciones en los campos político y jurídico, de las cuales se distinguió El Amparo en Venezuela en 1971 en Venezuela y América Latina: El Juego Sin Fronteras en México al año siguiente. Escribió columnas para el diario El Nacional durante más de cuarenta años.

### Publicaciones
- 1959: Manual político del venezolano, met Francisco Javier Yánez, Academia Nacional de la Historia, Caracas.
- 1961: La universidad y la construcción nacional, Ediciones Universidad Central de Venezuela, Caracas.
- 1965: El proceso de la legalidad en los países en desarrollo, Caracas.
- 1965: Evolución Histórica del Situado Constitucional , Conocido Santiago Gerardo Suárez, Venezuela Prensas.Venezolanas de Ed. Arte, Caracas.
- 1966: La justicia y la acción, Editorial Arte, Caraca.
- 1966: Orden político e historia en Venezuela, Italgráfica, Caracas.
- 1970: La ventana de papel : crónicas, ensayos y discursos, Monte Avila Editores, Caracas.
- 1971: El amparo en Venezuela, Colegio de Abogados del Distrito Federal, Caracas.
- 1972: América Latina: el juego sin fronteras, Fondo de Cultura Económica, Mexico.
- 1975: Evolución política de Venezuela, Monte Avila Editores, Caracas.
- 1981: Venezuela sin Betancourt, El Nacional, Caracas.
- 1985: Cuaderno de prueba y error.
- 1985: Evolución constitucional de nuestra república y otros textos, met Ambrosio Oropeza, Academia de Ciencias Políticas y Sociales, Caracas.
- 1986: Apertura hacia el futuro de Venezuela, Cuadernos Lagoven, Caracas.
- 1993: El Fiscal General.
- 1994: El oficio de gobernar, Planeta.
- 2006: Los demonios de la democracia,
- 2007: Memorias de ida y vuelta.